# 道の駅一向一揆の里
道の駅一向一揆の里（みちのえき いっこういっきのさと）は、石川県白山市出合町にある国道360号の道の駅である。

## 概要
2003年（平成15年）4月17日に開業。石川県が駐車場とトイレを設置した施設「ポケットパーク一向一揆の里」として整備した。
加賀一向一揆最期の舞台となった鳥越城にちなんで名付けられた。毎年8月に行われる「鳥越一向一揆まつり」のメイン会場である。一向一揆歴史館・農村文化伝承館が敷地内にある。

## 施設
- 駐車場
  - 普通車：75台[2]
  - 大型車：7台[2]
  - 身障者用：6台[2]
- トイレ
  - 男：大 4器（1器）、小 7器（2器）
  - 女：7器（2器）
  - 身障者用：4器（2器）

※（）内は24時間利用可能
- 食彩館せせらぎ（9:00 - 16:00、11月中旬から3月は10:00 - 16:00）[2]
  - 特産品販売所
  - そば処（11:00 - 16:00、11月中旬から3月は11:00 - 15:00）[2]
- 農村文化伝承館（9:00 - 16:00、12月から3月は10:00 - 15:00）
- 白山市立鳥越一向一揆歴史館（9:00 - 17:00、別途入館料が必要）[2]

### 管理団体
- 設置者：白山市
- 指定管理者：有限会社せせらぎ[7]

## 休館日
- 食彩館せせらぎ：第1・第3月曜日（11月中旬からゴールデンウィークは毎週月曜日）[2]
- 農村文化伝承館・一向一揆歴史館：毎週月曜日（祝日該当日はその翌日）・年末年始[2]

## アクセス
- 国道360号 - 登録路線
  - 石川県道44号小松鳥越鶴来線

## 周辺
- 大日川
- 鳥越城跡[8]
- 二曲城
- 弘法池
- バードハミング鳥越[2]
- 手取峡谷